# Dark Messiah of Might and Magic
Dark Messiah of Might and Magic je počítačová hra vyvinutá firmou Arkane Studios a vydaná Ubisoftem. Hra využívá upraveného Source enginu od Valve Software, který byl napsán pro Half-Life 2. Arkane Studios vyvinula část hry určenou pro jednoho hráče, Kuju Entertainment vytvořil multiplayerovou část.